# Kobrona sota
Kobrona sota is een vlinder uit de familie van de dikkopjes (Hesperiidae). De wetenschappelijke naam van de soort is voor het eerst geldig gepubliceerd in 1986 door Michael Parsons.

## Type
- holotype: "male. 1.V.1950. leg. Wm Brandt & E.J.L. Hallstrom. Genitalia slide No. ANIC MJP 076"
- instituut: ANIC, Canberra, Australië.
- typelocatie: "Papua New Guinea, Cent.P., Tapini, 1400 m"